# De sju makterna
De sju makterna, originaltitel: The Believers, är en amerikansk skräckfilm från 1987, regisserad av John Schlesinger. 

## Handling
Cal flyttar till New York efter sin hustrus död. Där hjälper han till i utredningen av morden på två unga som tycks ha offrats i en ritual. Han börjar själv påverkas av de onda makterna som försöker få honom att offra sin egen son.

## Om filmen
Filmen spelades in den 5 juni–28 september 1986 i New York och Toronto. Den hade premiär i USA den 10 juni 1987.

## Rollista
- Martin Sheen – Cal Jamison
- Helen Shaver – Jessica Halliday
- Harley Cross – Chris Jamison
- Robert Loggia – Sean McTaggert
- Elizabeth Wilson – Kate Maslow
- Harris Yulin – Robert Calder
- Lee Richardson – Dennis Maslow
- Richard Masur – Marty Wertheimer
- Carla Pinza – Carmen Ruiz
- Jimmy Smits – Tom Lopez
- Raúl Dávila – Oscar Sezine
- Malick Bowens – Palo
- Janet-Laine Green – Lisa Jamison